# 赤間裕子
赤間 裕子（あかま ひろこ、1960年10月6日 - ）は、東北地方を中心に活動する女性のフリーアナウンサー、声と話し方コンサルタント。

## 来歴・人物
1960年香川県高松市生まれ。3歳より宮城県仙台市で育つ。宮城学院高等学校、宮城学院女子大学学芸学部英文学科卒業後、1983年福島テレビにアナウンサーとして入社。1987年テレビ東京に移籍し『ニュースを見に行く!』『スポーツTODAY』などを担当。
1997年より地元仙台で活動を始める。NHK仙台放送局キャスターとして主に東北地方向けの地域情報番組『情報テラス東北』に出演した。
キャスターのかたわらNHK文化センターの話し方講座などの講師も務める。2009年3月で12年間勤めたNHK仙台放送局を退局した。
司会業のほかビジネスヴォイストレーナーとしてNHK文化センター講師、宮城学院女子大学英文学科キャリアデザイン特別講座講師、東北工業大学経営コミュニケーション学科非常勤講師などの活動をしている。音読やボイストレーニング、話し方のセミナー「ハートフルトーク」を主宰。コミュニケーションに関する講演も行っている。2012年7月のブログで、今後肩書きを「声と話し方コンサルタント」に特化して活動することを明らかにした。

## 過去の主な担当番組
- FTVテレポート サブキャスター（福島テレビ、1984年10月 - 1985年3月）
- ニュースを見に行く!（テレビ東京）
- スポーツTODAY（テレビ東京）
- 情報テラス（NHK仙台、2009年3月18日まで）
NHK仙台では、大学時代からいろいろ出演していたという。